# Rodrigo López (futbolista, 2001)
Rodrigo López Quiñones (Benito Juárez, Ciudad de México, México, 12 de noviembre de 2001) es un futbolista mexicano. Juega de mediocampista ofensivo y su equipo actual es el Club Universidad Nacional de la Primera División de México.

## Trayectoria

### Querétaro Fútbol Club
Desde su infancia inició en las inferiores de los Pumas de la UNAM, pero el Querétaro Fútbol Club sería el encargado de terminar de formarlo en su cantera y debutarlo. Jugó su primer partido, en Primera División, durante la derrota 2 a 0 de los Gallos Blancos ante el Pachuca disputada el 4 de julio de 2022.

### Club Universidad Nacional
Su arribo a su natal Ciudad de México para incorporarse al Club Universidad Nacional se oficializó en agosto de 2023.

## Selección nacional

### Sub-23
Rodrigo fue citado por Gerardo Espinoza Ahumada para disputar el torneo masculino de fútbol en los Juegos Centroamericanos y del Caribe de 2023. Los de Espinoza ganaron la medalla de oro –la séptima en la historia de los norteamericanos– tras vencer 2-1 a Costa Rica en la final.

### Absoluta
El 16 de diciembre de 2023 debutó como titular, de la mano de Jaime Lozano, en la derrota 2 a 3 de la selección mayor de México ante Colombia.

## Palmarés

### Títulos internacionales
| Título                                    | Equipo        | Año  |
| ----------------------------------------- | ------------- | ---- |
| XXIV Juegos Centroamericanos y del Caribe | México sub-23 | 2023 |

(*) Incluyendo la selección